# مهسا محمدی
مهسا محمدی شهروند و فعال سیاسی اهل ایران است که به‌خاطر نوشتن یک توئیت دستگیر شده و توسط قوه قضاییه جمهوری اسلامی به «سب‌النبی» متهم شده‌است و در خطر اعدام قرار دارد.

## دستگیری و اتهامات
مهسا محمدی، دانشجوی میکروبیولوژی دانشگاه سبزوار به‌دلیل انتشار یک توئیت دستگیر شد و به زندان دولت‌آباد اصفهان منتقل شد. وی توسط قوه قضائیه جمهوری اسلامی ایران به «سب‌النبی» متهم شده‌است.

### قبول کفالت سیاسی
مونیک رایان، عضو مستقل مجلس نمایندگان استرالیا، از قبول کفالت سیاسی مهسا محمدی و محمد بروغنی خبر داد و اعلام داشت که خبر این تصمیم خود را به سفارت جمهوری اسلامی ایران رسانده‌است.